# エリック・プライズ
エリック・プリッツ（Eric Prydz、1976年7月19日 - ）は、ストックホルム出身のDJ、音楽プロデューサー。現在は、カリフォルニアのロサンゼルスを活動の拠点としている。別名義にCirez D、Prydaなどがある。
自身のレーベルであるPryda Recordings、Pryda FriendsおよびMousevilleを運営している。
デッドマウスが評価しているプロデューサーの1人として有名。
あまり知られていないが、元々はスウェディッシュ・ハウス・マフィアのメンバーであり、現在もメンバー、特にスティーヴ・アンジェロ（Steve Angello）やセバスチャン・イングロッソ（Sebastian Ingrodso）と仲が良い。

## ディスコグラフィ

### スタジオ・アルバム
- Opus (2016年、Virgin/Astralwerks)

### コンピレーション・アルバム
- Eric Prydz Presents Pryda (2012年、Virgin)

### EP
- EP1 (2002年、Credence)
- EP2 (2002年、Credence)
- EP3 (2003年、Credence)

### シングル
- "By Your Side" / "Mr. Jingles" (2001年)
- "Bass-Ism" / "Groove Yard" (2001年) ※with Marcus Stork
- "Tha Disco" (2002年)
- "Slammin'" (2003年)
- "In and Out" (2004年) ※featuring Adeva
- "Call on Me" (2004年)
- "Woz Not Woz" (2005年) ※with Steve Angello
- "Proper Education" (2006年) ※vs. ピンク・フロイド
- "Pjanoo" (2008年)
- "2Night" (2011年)
- "Niton (The Reason)" (2011年)
- "Every Day" (2012年)
- "Liberate" (2014年)
- "Tether" (2015年) ※vs. チャーチズ
- "Generate" (2015年)
- "Opus" (2015年)
- "Breathe" (2016年) ※featuring Rob Swire
- "Last Dragon" (2016年)
- "Nopus" (2020年)